# São José do Norte
São José do Norte é um município brasileiro localizado no extremo sul do estado do Rio Grande do Sul, banhado pelo Oceano Atlântico e pela Lagoa dos Patos. Tem sua economia baseada na agricultura, pecuária, pesca e extrativismo vegetal.

## História

### Participação na Guerra dos Farrapos

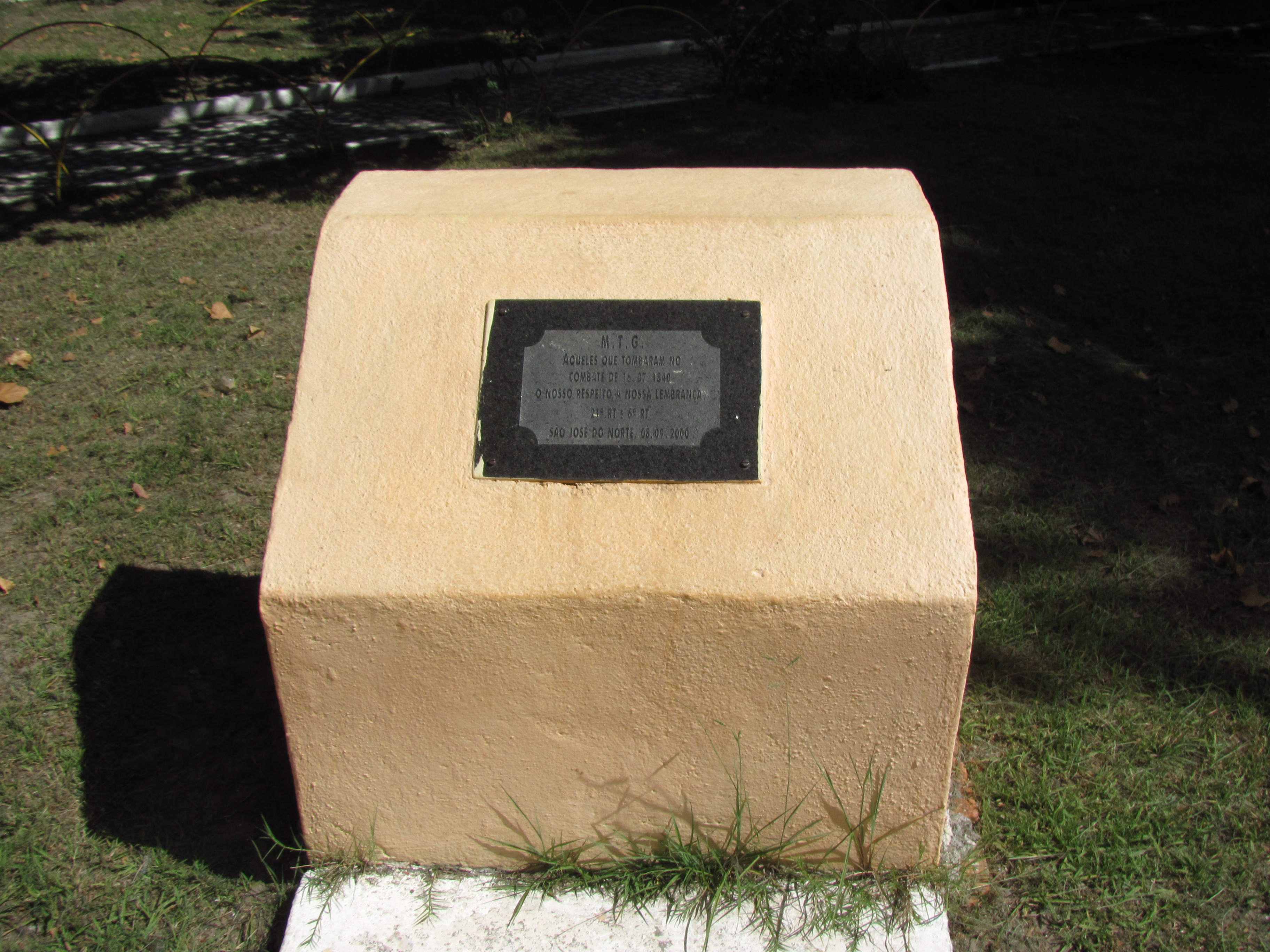
Homenagem aos Farrapos

Pelos atos de bravura realizados pela guarnição municipal nortense, a vila recebeu o título de Muito Heroica, por decreto de 1841 de D. Pedro II. Pela mesma razão, foi concedida ao Batalhão n.º 2 de Caçadores de Linha medalha da Ordem Imperial do Cruzeiro. Ainda hoje, o título honorífico é lema de São José do Norte e figura no brasão municipal.

## Geografia
O município, localizado em uma península, é banhado ao sul pelo estuário da Lagoa dos Patos (conhecido popularmente como Canal da Barra), ao oeste pela Lagoa dos Patos e ao leste pelo Oceano Atlântico.

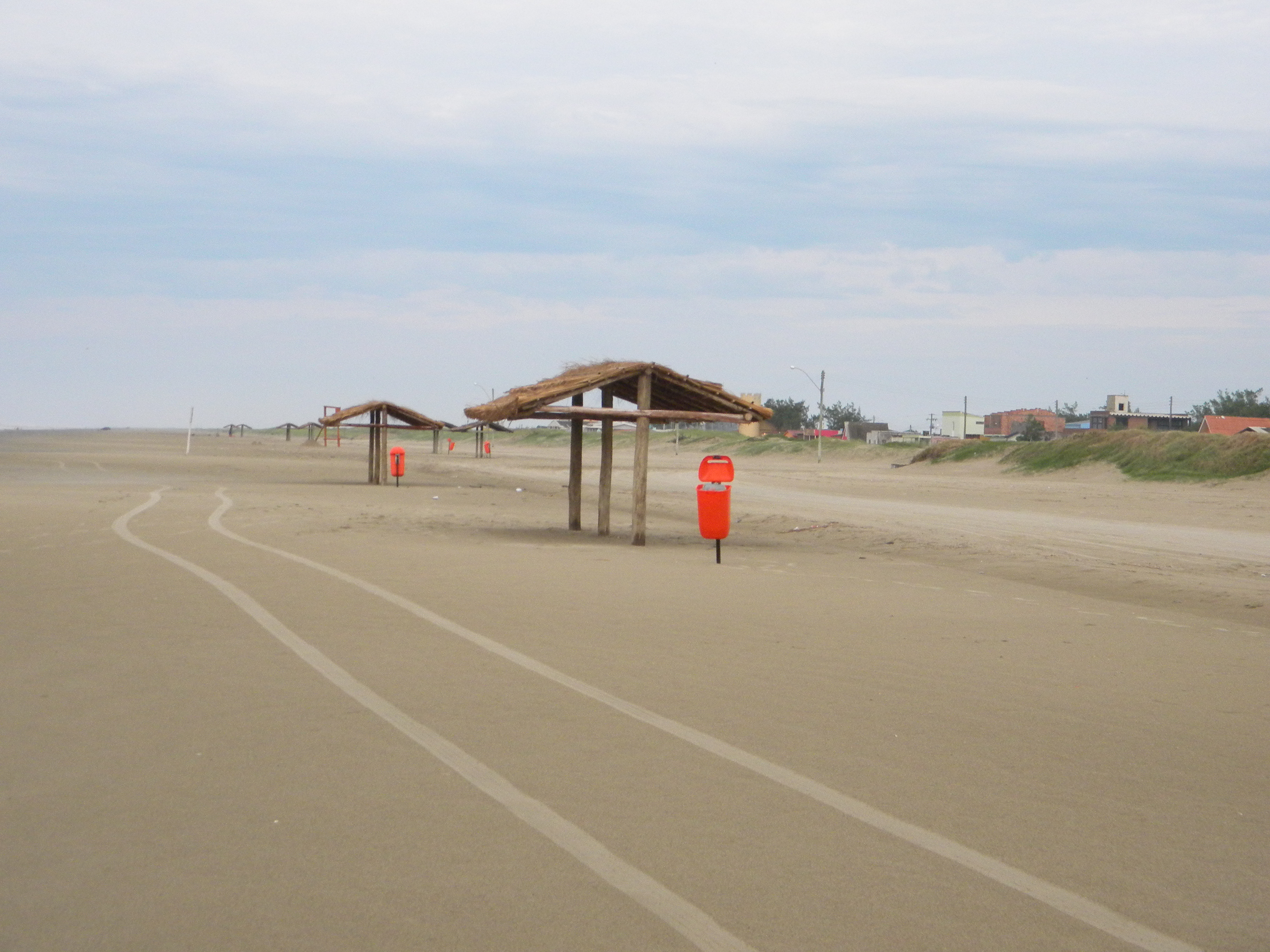
Praia do Mar Grosso

É uma cidade litorânea, com mais de 100 km de praias na costa do Oceano Atlântico. A maior parte do município é composta por campos, com vegetação rasteira e herbácea da costa do litoral do sul do Brasil. Também há pequenos bosques com árvores plantadas (eucaliptos e pinhos). Dunas de areia relativamente altas são encontradas em toda a área municipal.
Localiza-se na Planície Litorânea a qual se estende por toda costa Leste do Brasil.
Essa restinga é uma alongada faixa arenosa, estendendo-se de Torres até o limite do Canal do Rio Grande. É dominado pelas areias lagunares-marinhas em formação de Dunas. Em alguns trechos, como na Ponta Rasa, há algumas formações de areia misturadas com partículas de argila vermelha, que o vento trouxe dos barrancos.

### Clima
Localizado na zona temperada do sul, abaixo do trópico de Capricórnio, o clima de São José do Norte é subtropical úmido (Cfa), cujas temperaturas se apresentam brandas, com as estações do ano razoavelmente bem definidas e as chuvas bem distribuídas ao longo do ano, não havendo estação seca.
O município apresenta essas características, apesar das diferenças locais em relação à altitude do relevo (localiza-se na planície) e à proximidade do mar (situa-se entre o Oceano Atlântico e a Lagoa dos Patos).
Nas planícies, os invernos são menos rigorosos do que nas áreas mais elevadas. A presença do mar influencia nisto, pois este tem a função de regulador térmico.
Nas regiões litorâneas, também se destacam alguns fenômenos típicos como as brisas, os nevoeiros e elevado grau de umidade.
O clima é ameno, com temperaturas máximas em torno de 22 °C, e mínimas de aproximadamente 14 °C, obtendo, esta faixa do litoral, médias anuais em torno de 18 °C. O vento Minuano sopra com bastante intensidade, principalmente no inverno (rebojo). Na maior parte do ano, registram-se temperaturas amenas, caindo bastante durante os meses de maio, junho, julho e agosto. Os verões não são muito quentes e, a partir da primavera, acentua-se a presença de um vento que sopra do nordeste, denominado nordestão.
| Dados climatológicos para São José do Norte | Dados climatológicos para São José do Norte | Dados climatológicos para São José do Norte | Dados climatológicos para São José do Norte | Dados climatológicos para São José do Norte | Dados climatológicos para São José do Norte | Dados climatológicos para São José do Norte | Dados climatológicos para São José do Norte | Dados climatológicos para São José do Norte | Dados climatológicos para São José do Norte | Dados climatológicos para São José do Norte | Dados climatológicos para São José do Norte | Dados climatológicos para São José do Norte | Dados climatológicos para São José do Norte |
| Mês                                         | Jan                                         | Fev                                         | Mar                                         | Abr                                         | Mai                                         | Jun                                         | Jul                                         | Ago                                         | Set                                         | Out                                         | Nov                                         | Dez                                         | Ano                                         |
| ------------------------------------------- | ------------------------------------------- | ------------------------------------------- | ------------------------------------------- | ------------------------------------------- | ------------------------------------------- | ------------------------------------------- | ------------------------------------------- | ------------------------------------------- | ------------------------------------------- | ------------------------------------------- | ------------------------------------------- | ------------------------------------------- | ------------------------------------------- |
| Temperatura máxima média (°C)               | 27,8                                        | 27,3                                        | 26,3                                        | 23                                          | 19,9                                        | 17,3                                        | 16,3                                        | 17,3                                        | 18,6                                        | 20,9                                        | 23,4                                        | 26,2                                        | 22                                          |
| Temperatura média (°C)                      | 23,7                                        | 23,5                                        | 22,6                                        | 19,1                                        | 16,3                                        | 14,1                                        | 12,9                                        | 13,7                                        | 15,2                                        | 17,5                                        | 19,6                                        | 21,8                                        | 18,3                                        |
| Temperatura mínima média (°C)               | 19,6                                        | 19,8                                        | 18,9                                        | 15,2                                        | 12,7                                        | 10,9                                        | 9,5                                         | 10,2                                        | 11,8                                        | 14,1                                        | 15,8                                        | 17,5                                        | 14,7                                        |
| Precipitação (mm)                           | 95                                          | 107                                         | 103                                         | 100                                         | 104                                         | 117                                         | 103                                         | 124                                         | 127                                         | 104                                         | 70                                          | 64                                          | 1 218                                       |
| Fonte: Climate-Data.org                     |                                             |                                             |                                             |                                             |                                             |                                             |                                             |                                             |                                             |                                             |                                             |                                             |                                             |

| Dados climatológicos para São José do Norte (Bojuru) | Dados climatológicos para São José do Norte (Bojuru) | Dados climatológicos para São José do Norte (Bojuru) | Dados climatológicos para São José do Norte (Bojuru) | Dados climatológicos para São José do Norte (Bojuru) | Dados climatológicos para São José do Norte (Bojuru) | Dados climatológicos para São José do Norte (Bojuru) | Dados climatológicos para São José do Norte (Bojuru) | Dados climatológicos para São José do Norte (Bojuru) | Dados climatológicos para São José do Norte (Bojuru) | Dados climatológicos para São José do Norte (Bojuru) | Dados climatológicos para São José do Norte (Bojuru) | Dados climatológicos para São José do Norte (Bojuru) | Dados climatológicos para São José do Norte (Bojuru) |
| Mês                                                  | Jan                                                  | Fev                                                  | Mar                                                  | Abr                                                  | Mai                                                  | Jun                                                  | Jul                                                  | Ago                                                  | Set                                                  | Out                                                  | Nov                                                  | Dez                                                  | Ano                                                  |
| ---------------------------------------------------- | ---------------------------------------------------- | ---------------------------------------------------- | ---------------------------------------------------- | ---------------------------------------------------- | ---------------------------------------------------- | ---------------------------------------------------- | ---------------------------------------------------- | ---------------------------------------------------- | ---------------------------------------------------- | ---------------------------------------------------- | ---------------------------------------------------- | ---------------------------------------------------- | ---------------------------------------------------- |
| Temperatura máxima média (°C)                        | 27,9                                                 | 27,3                                                 | 26                                                   | 22,9                                                 | 19,8                                                 | 17,7                                                 | 16,9                                                 | 18                                                   | 19,3                                                 | 21,6                                                 | 24,1                                                 | 25,8                                                 | 22,3                                                 |
| Temperatura média (°C)                               | 23,7                                                 | 23,4                                                 | 22,1                                                 | 18,9                                                 | 16                                                   | 14,2                                                 | 13,2                                                 | 14,2                                                 | 15,6                                                 | 17,8                                                 | 20                                                   | 21,4                                                 | 18,4                                                 |
| Temperatura mínima média (°C)                        | 19,5                                                 | 19,5                                                 | 18,3                                                 | 14,9                                                 | 12,3                                                 | 10,7                                                 | 9,6                                                  | 10,5                                                 | 12                                                   | 14,1                                                 | 15,9                                                 | 17,1                                                 | 14,5                                                 |
| Precipitação (mm)                                    | 105                                                  | 114                                                  | 106                                                  | 103                                                  | 109                                                  | 129                                                  | 117                                                  | 130                                                  | 132                                                  | 112                                                  | 79                                                   | 75                                                   | 1 311                                                |
| Fonte: Climate-Data.org                              |                                                      |                                                      |                                                      |                                                      |                                                      |                                                      |                                                      |                                                      |                                                      |                                                      |                                                      |                                                      |                                                      |

| Dados climatológicos para São José do Norte (Estreito) | Dados climatológicos para São José do Norte (Estreito) | Dados climatológicos para São José do Norte (Estreito) | Dados climatológicos para São José do Norte (Estreito) | Dados climatológicos para São José do Norte (Estreito) | Dados climatológicos para São José do Norte (Estreito) | Dados climatológicos para São José do Norte (Estreito) | Dados climatológicos para São José do Norte (Estreito) | Dados climatológicos para São José do Norte (Estreito) | Dados climatológicos para São José do Norte (Estreito) | Dados climatológicos para São José do Norte (Estreito) | Dados climatológicos para São José do Norte (Estreito) | Dados climatológicos para São José do Norte (Estreito) | Dados climatológicos para São José do Norte (Estreito) |
| Mês                                                    | Jan                                                    | Fev                                                    | Mar                                                    | Abr                                                    | Mai                                                    | Jun                                                    | Jul                                                    | Ago                                                    | Set                                                    | Out                                                    | Nov                                                    | Dez                                                    | Ano                                                    |
| ------------------------------------------------------ | ------------------------------------------------------ | ------------------------------------------------------ | ------------------------------------------------------ | ------------------------------------------------------ | ------------------------------------------------------ | ------------------------------------------------------ | ------------------------------------------------------ | ------------------------------------------------------ | ------------------------------------------------------ | ------------------------------------------------------ | ------------------------------------------------------ | ------------------------------------------------------ | ------------------------------------------------------ |
| Temperatura máxima média (°C)                          | 27,9                                                   | 27,4                                                   | 26,2                                                   | 23                                                     | 19,9                                                   | 17,6                                                   | 16,7                                                   | 17,8                                                   | 19                                                     | 21,3                                                   | 23,8                                                   | 26,1                                                   | 22,2                                                   |
| Temperatura média (°C)                                 | 23,7                                                   | 23,5                                                   | 22,3                                                   | 18,9                                                   | 16,2                                                   | 14,1                                                   | 13                                                     | 14                                                     | 15,4                                                   | 17,6                                                   | 19,7                                                   | 21,6                                                   | 18,3                                                   |
| Temperatura mínima média (°C)                          | 19,5                                                   | 19,6                                                   | 18,5                                                   | 14,9                                                   | 12,5                                                   | 10,7                                                   | 9,4                                                    | 10,3                                                   | 11,9                                                   | 14                                                     | 15,7                                                   | 17,2                                                   | 14,5                                                   |
| Precipitação (mm)                                      | 102                                                    | 112                                                    | 105                                                    | 102                                                    | 107                                                    | 124                                                    | 111                                                    | 128                                                    | 130                                                    | 109                                                    | 74                                                     | 70                                                     | 1 274                                                  |
| Fonte: Climate-Data.org                                |                                                        |                                                        |                                                        |                                                        |                                                        |                                                        |                                                        |                                                        |                                                        |                                                        |                                                        |                                                        |                                                        |

## Subdivisões

### Distritos
| Distrito          | População |
| ----------------- | --------- |
| Bojuru            | 2300      |
| Estreito          | 2400      |
| São José do Norte | 19300     |

## Filhos ilustres
- Ver Biografias de nortenses notórios